# Гринвальд (посёлок)
Гринвальд (так же известен как Рот-Фронт) — исчезнувший посёлок в Бакчарском районе Томской области. На момент упразднения входил в состав Богатыревского сельсовета. Упразднена в конце 1950-х годов.

## География
Посёлок располагался на правом реки Андарма, в 5 км к юго-западу от села Богатырёвка.

## История
В начале 1930-х годов в бассейн реки Андарма были направлены спецпереселенцы в основной своей массе из кулацкого контингента. Спецпереселенцы поселялись как в уже существовавшие населённые пункты, так и во вновь созданых спецпосёлках. В 1936 году спецпоселенцами немецкой национальности из села Богатыревка было начато строительство поселка Гринвальд и основана внеуставная сельхозартель «Рот-фронт». По данным на 1938 год посёлок Гринвальд находился в подчинении Богатыревской поселковой комендатуры. В нём проживало 8 семей.
По всей видимости посёлок покинут в конце 1950-х годов, после снятия с учёта спецпоселенцев.

## Население
По данным на начало 1938 года в спецпоселке проживало 36 человек, в том числе 8 мужчин, 15 женщин и 13 детей до 16 лет. По переписи 1939 года число жителей поселка составило 77 человек.